# Avogadro (cráter)
Avogadro es un antiguo cráter lunar de impacto que se encuentra ubicado en el hemisferio norte de la cara oculta de la Luna. Este accidente geográfico se encuentra sumamente erosionado por la acción de impactos posteriores, de forma tal que su borde apenas si es un contorno redondeado enmarcando la depresión del cráter. El fondo del cráter también se encuentra muy dañado, estando cubierto de multitud de cráteres más pequeños de diversos tamaños. Muchos de estos cráteres más pequeños también se han erosionado, observándose débiles trazas de su existencia sobre la superficie lunar.
Entre los cráteres vecinos destacan el cráter Tikhov, que se encuentra casi adosado al lateral sudeste, Oberth en el oeste, y Schjellerup sobre el borde nornoroeste. Al sursudoeste se encuentra el cráter Yamamoto, y más lejos hacia el sur se ubica la gran planicie amurallada del D'Alembert.

## Cráteres satélite

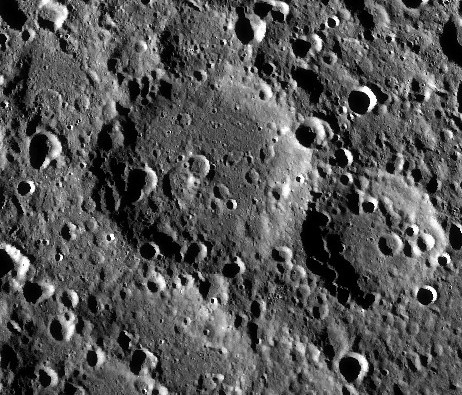
Imagen LRO

Por convención estos elementos se identifican en los mapas lunares colocando una letra en el lado del punto medio del cráter que se encuentra más cercano a Avogadro.
|          | \| Avogadro \| Coordenadas \| Diámetro \| \| -------- \| -------------------------------- \| -------- \| \| D \| 63°50′N 170°13′E / 63.84, 170.22 \| 19.47 km \| |          |
| Avogadro | Coordenadas | Diámetro |
| D        | 63°50′N 170°13′E / 63.84, 170.22 | 19.47 km |